# 呂氏攀蜥
呂氏攀蜥（學名：Diploderma luei），又名呂氏龍蜥，為台灣特有種動物，農委會依據野生動物保育法公告之珍貴稀有野生動物。行政院農委會於2008年7月2日公告修正保育類野生動物名錄，呂氏攀蜥便是新增名單之一，為台灣最晚發現的攀木蜥蜴物種。
本物種學名的種小名是為了紀念呂光洋博士對台灣生物研究的貢獻，尤其在兩生爬行動物上的著墨。成為台灣研究人員的姓氏，首度出現在兩棲爬蟲動物學名上的例子。

## 描述
體長可達10公分，全長最大約27公分。體色以綠色為主，口腔外緣呈微黃色，尾巴中後段呈紅褐色。成蜥頭部兩側有一由吻端開始，橫過眼睛之黑帶。
雌雄二性差異明顯。雄蜥具明顯之鬣鱗及喉垂，唇部周圍及頰部常帶有淺藍色，背部有大面積的黑色或暗褐色區塊，體側黃綠色縱帶較雌體明顯；雌體則為較均一之綠色，但少數雌性個體體背有暗褐色寬縱帶。

## 習性
樹棲日行性，主食為昆蟲或其他小型無脊椎動物。出沒於樹林邊緣，可以上午觀察到在森林邊緣空曠處活動。卵生，每次可產卵4至6枚。尾部不會自割。
有明顯領域性，當外物接近時，雄性個體有喉部擴張，做出持續伏地挺身的嚇阻行為。

## 棲地
呂氏攀蜥為1998年定名的臺灣特有種蜥蜴，生活於臺灣本島東部1100至1800公尺的中海拔山區，目前只有宜蘭有發現紀錄。